# Bloomingdale (New Jersey)
Bloomingdale is een plaats (borough) in de Amerikaanse staat New Jersey, en valt bestuurlijk gezien onder Passaic County.

## Demografie
Bij de volkstelling in 2000 werd het aantal inwoners vastgesteld op 7610.
In 2006 is het aantal inwoners door het United States Census Bureau geschat op 7604, een daling van 6 (-0,1%).

## Geografie
Volgens het United States Census Bureau beslaat de plaats een oppervlakte van
23,9 km², waarvan 22,8 km² land en 1,1 km² water.

## Plaatsen in de nabije omgeving
De onderstaande figuur toont nabijgelegen plaatsen in een straal van 4 km rond Bloomingdale.